# Drásov (Příbrami járás)
Drásov település Csehországban, a Příbrami járásban. Drásov Ouběnice, Suchodol, Dubenec, Dlouhá Lhota és Višňová településekkel határos. Lakosainak száma 442 fő (2024. január 1.).

## Népesség
A település lakosságának változását az alábbi diagram mutatja:
| Lakosok száma | 572  | 570  | 500  | 346  | 336  | 363  | 418  | 424  | 440  | 442  |
|               | 1869 | 1890 | 1921 | 1950 | 1980 | 2001 | 2017 | 2019 | 2022 | 2024 |